# Relaciones Estados Unidos-Kazajistán
Las relaciones Estados Unidos-Kazajistán son las relaciones diplomáticas entre Estados Unidos y Kazajistán. Los Estados Unidos y la  República de Kazajistán establecieron relaciones diplomáticas el 16 de diciembre de 1991. Estados Unidos fue el primer país en reconocer la independencia de Kazajistán. Los Estados Unidos abrieron su embajada en Almaty en enero de 1992 y luego se mudaron a Astana en 2006.
Estados Unidos fue un jugador crítico en ayudar a Kazajistán a deshacerse de su almacenamiento de armas nucleares estratégicas y desmantelar su infraestructura de armas nucleares entre 1991 y 1996 a través de la provisión de  Reducción de Amenaza Cooperativa Nunn – Lugar (CTR) asistencia. En el período comprendido entre 1992 y 2008, la asistencia acumulada CTR a Kazajistán ha culminado en $ 341 millones. En la "Cumbre de Seguridad Nuclear de Seúl 2012" en marzo de 2012, Los presidentes de la república kaza Obama y Nazarbayev reafirmaron (enlace roto disponible en Internet Archive; véase el historial, la primera versión y la última). la cooperación bilateral en las áreas de no proliferación nuclear. El presidente Obama continuó diciendo: "La estrecha relación entre nuestros dos países se extiende más allá del tema de la seguridad nuclear, por lo que esta reunión nos dará la oportunidad de discutir la cooperación que hemos construido en los últimos años con respecto a Afganistán y ayuda que hemos recibido en el suministro de nuestras tropas y ayudar a ayudar al gobierno afgano ". Además de la no proliferación nuclear, los EE. UU. Y Kazajistán mantienen relaciones económicas y políticas estratégicas. La compañía petrolera estadounidense, Chevron, se convirtió en el primer inversor importante en Kazajistán en 1993 con el establecimiento de la empresa conjunta TengizChevroil. A través del programa Bolashak, los estudiantes kazajos estudian en el extranjero. En la actualidad, hay más de 3.000 estudiantes Bolashak Archivado el 5 de agosto de 2013 en Wayback Machine. en todo el mundo, de los cuales 800 estudian en 42 universidades de todo Estados Unidos.
La cooperación se fortaleció después de los ataques del 11 de septiembre de 2001 cuando Estados Unidos buscó socios estratégicos cerca de Afganistán, y más tarde cerca de Irak, naciones cuyos gobiernos ayudaron e instigaron el terrorismo tanto en Kazajistán como en Estados Unidos. El antiterrorismo juega un papel cada vez más importante en las relaciones de Kazajistán con Estados Unidos y Reino Unido, que están en su punto más alto. Kazajistán ha tomado el lugar de Uzbekistán como socio favorito en Asia Central tanto para Rusia como para Estados Unidos en el Nuevo Gran Juego.
Los dos países cooperan estrechamente en el campo de la energía. En 2001, Kazajistán y los Estados Unidos establecieron la Asociación de Energía de los Estados Unidos y Kazajistán.
De acuerdo con el Informe de liderazgo global de EE. UU. de 2012, el 28% de kazajos aprueba el liderazgo de EE. UU.
El Departamento de Estado de los Estados Unidos critica la situación de los derechos humanos en Kazajistán, destacando problemas significativos y abusos en su informe anual de país.
En 2016, Kazajistán y los EE. UU. celebraron el 25 aniversario de las relaciones Kazajistán-EE. UU. Con ese fin, las misiones diplomáticas de ambos países lanzaron eventos de celebración.
Nursultan Nazabayev felicitó a Donald Trump por su victoria en las elecciones presidenciales durante su llamada telefónica el 30 de noviembre de 2016. Los dos líderes sostuvieron que estaban decididos a llevar "las relaciones amistosas entre Kazajstán y Estados Unidos a un nuevo nivel".
Kazajistán y los Estados Unidos anunciaron en diciembre de 2016 que introdujeron recíprocamente visas de negocios y de turismo de 10 años. El anuncio se realizó cuando Estados Unidos y Kazajistán cumplieron 25 años de relaciones diplomáticas entre los dos países.